# Велика награда Вијетнама
Велика награда Вијетнама је трка Формуле 1 која је требало да се први пут одржи 5.априла 2020.године. Иако је Берни Еклстон, бивши власник Формуле 1, одбио да прикључи стазу у шампионат 2016. нови власник Либерти Медија прихватила је Велику награду Вијетнама новембра 2018.године. Ред бул је одржао пробну вожњу 2018. на улицама Ханоја, када је Дејвид Култард возио болид Ред була из 2011.године на кишним гумама.

## Победници Велике награде Вијетнама
| Година | Возач | Конструктор | Локација |
| ------ | ----- | ----------- | -------- |
| 2020   |       |             |          |